# Zintegrowany łańcuch dostaw
Zintegrowany łańcuch dostaw – zintegrowane zarządzanie poszczególnymi przepływami czynności logistycznych, przetwarzających i usługowych od sprzedawców do konsumentów końcowych. Pojęcie to zawiera również przepływ informacji, który jest istotną rzeczą w zintegrowanym łańcuchu dostaw.

## Historia[1]
Pojęcie łańcuch dostaw rozpowszechnione zostało w drugiej połowie XX wieku. WraW łańcuchu dostaw decyzje dotyczące ukształtowania i rozwoju działalności poszczególnych jednostek powinny uwzględniać powiązania z innymi jednostkami na rynku z rozwojem transportu, nasiliła się potrzeba na zwiększenie jakości oraz tempa realizacji dostaw. 

## Elementy zintegrowanego łańcucha dostaw[3]
Łańcuch dostaw w podstawowym tego słowa znaczeniu składa się z przedsiębiorstwa, przewoźników i klientów. Można jednak rozbudować łańcuch dostaw i dodatkowo wyróżnić:
- „dostawcy dostawców” lub dostawcy znajdujący się na samym początku łańcucha dostaw,
- „klienci klientów” lub  klienci  znajdujący się na samym końcu łańcucha dostaw,
- grupa firm świadczących usługi dla innych firm objętych łańcuchem dostaw, tj. firmy, które zapewniają obsługę logistyczną, finansową, marketingową i informatyczną.

## Metody stosowane w zintegrowanym łańcuchu dostaw[1]
- JiT (Just in Time) - dokładnie na czas, metoda opierająca się na niemal perfekcyjnym czasowo dostarczeniu towaru,
- Six Sigma - metoda ta z założenia ma pozyskiwać informacje na temat danej jednostki i w jak najszybszym czasie reagować na ewentualne błędy,
- Quick Response (QR) - ma za zadanie uzupełniać najszybciej jak to możliwe braki w zapasach u klienta poprzez współpracę z dostawcą,
- Lean Management - koncepcja opierająca się na dostosowaniu zarządzania przedsiębiorstwa do warunków panujących na rynku.

## Cele i korzyści[1][2]
- Minimalizacja kosztów wynikających z przepływu towarów i informacji przy zachowaniu dobrego poziomu obsługi klienta,
- Krótki czas realizacji zamówień oraz bezproblemowość i elastyczność dostaw,
- Optymalizacja poziomu zapasów wraz z dostosowaniem się do potrzeb rynku,
- Uzyskiwanie cennych informacji, dzięki stosowanym teraz systemom SCM, które zbierają, przetwarzają, a następnie udostępniają gotowe informacje na rynek,
- Szybka reakcja spowodowana wspomnianym wcześniej bezproblemowym przepływem informacji dotyczących zmian w łańcuchu dostaw i poza nim,
- Oszczędności, które wytwarzane są dzięki lepszemu planowaniu zaopatrzenia, produkcji czy dystrybucji. Łańcuch dostaw ma zsynchronizowany tryb pracy,
- Zmniejszone zapasy, dzięki zastosowaniu m.in. metody Just in Time, czyli zsynchronizowanie produkcyjnych planów wraz z niewielkimi dostawami, co daje mniejsze zapasy zmagazynowane.

## Zasady ogólnego funkcjonowania
- Ujednolicenie podstawowych jednostek wysyłkowych - przyjęcie przez globalne przedsiębiorstwa jednej jednostki wysyłkowej w celu ułatwienia pracy zarówno własnemu przedsiębiorstwu jak i innym,
- Współpraca między zawierającymi umowy przedsiębiorstwami w celu najefektywniejszego przepływu towarów,
- Czynny przepływ informacji od punktu nadania do punktu odbioru,
- Odpowiednia trasa przewozowa zgodna z wszelkimi normami,
- Umiejętne koordynowanie poszczególnymi jednostkami łańcucha dostaw w celu płynności przepływu materiałów.